# Jabłów
Jabłów (niem. Gaablau) – wieś w Polsce położona w województwie dolnośląskim, w powiecie wałbrzyskim, w gminie Stare Bogaczowice. Wieś leży na Wyżynie Jabłowskiej, w obniżeniu pomiędzy Masywem Trójgarbu i Krąglaka i Masywem Chełmca. Przez wieś przebiega droga wojewódzka nr 376. W 1988 roku w Jabłowie mieszkały 494 osoby, a w 2011 liczba ta spadła do 426 mieszkańców.

## Historia
W księdze łacińskiej Liber fundationis episcopatus Vratislaviensis (pol. Księga uposażeń biskupstwa wrocławskiego) spisanej za czasów biskupa Henryka z Wierzbna w latach 1295–1305 miejscowość wymieniona jest w zlatynizownej formie Gablow. W roku 1613 śląski regionalista i historyk Mikołaj Henel z Prudnika wymienił miejscowość w swoim dziele o geografii Śląska pt. Silesiographia podając jej łacińską nazwę: Gabela pagus.
Na listę zabytków Narodowego Instytutu Dziedzictwa wpisany jest późnogotycki kościół filialny pw. Matki Boskiej Częstochowskiej z XVI wieku.
W latach 1975–1998 miejscowość administracyjnie należała do województwa wałbrzyskiego.